# 土田雅人
土田 雅人（つちだ まさと、1962年10月21日 - ）は、日本のラグビーユニオンにおける元選手・元監督。日本ラグビーフットボール協会第15代会長、ワールドラグビー理事、サントリーホールディングススポーツ事業推進部担当常務執行役員。

## 人物
秋田県秋田市寺内生まれ。秋田市立土崎中学校、秋田県立秋田工業高等学校から同志社大学に進学。同志社大学時代のチームメイトでもあった平尾誠二とは、旧友でありライバルでもあった。
平尾誠二、大八木淳史、二見健太郎らと共に大学選手権3連覇に貢献。卒業後にサントリーへ入社し、ラグビー部に所属。1995年に現役引退して監督就任、1年目で日本選手権初優勝に導く。
1997年には平尾誠二監督率いるジャパンのフォワードコーチとしてワールドカップに出場し、2000年に平尾監督と共に辞任。その後、再びサントリー監督として、2001、02年にチーム初の日本選手権2連覇を果たす。
2003年にサントリー監督を退いたが2008年ゼネラルマネージャーとして復帰（2009年から強化本部長）。元オーストラリア代表（ワラビーズ）で世界最多キャップホルダーのジョージ・グレーガンを引き抜きチーム強化にも本腰を入れる傍ら、本業では東京第1支社第1支店長や西東京支店長を歴任、東京支社プレミアム営業部長としてプレミアムモルツ拡販の陣頭指揮を執る。新規販路開拓で社長賞を受賞。
2011年9月1日付でサントリー酒類執行役員スピリッツ事業部長に就任した。
2015年6月28日の日本ラグビーフットボール協会理事会で理事に就任することが発表された。
2022年6月26日に行われた日本ラグビーフットボール協会の評議会と理事会において、会長就任が決定した。
2024年1月1日サントリーホールディングス常務執行役員（コーポレートブランド戦略部・CSR推進部・スポーツ事業推進部担当）。

## 著書
- 勝てる組織（ISBN 4-09-379114-7）
- 「勝てる組織」をつくる意識革命の方法（ISBN 4-492-04208-3）

## 脚註
1. 1 2  “新会長に土田雅人氏 「ラグビー界に恩返しを」―ラグビー協会（時事通信）”. Yahoo!ニュース. 2022年6月26日閲覧。
2. ↑  https://ballpark-akita.com/bbteach/010.html
3. ↑  組織変更と役員人事のお知らせ サントリープレスリリース No.11156 2011年8月17日付
4. ↑  人事、サントリーホールディングス 2023年12月13日 16:10日本経済新聞